# دورا مار و گربه
دورا مار و گربه (انگلیسی: Dora Maar au Chat) یک نقاشی پرتره رنگ روغن از پابلو پیکاسو است. این اثر متعلق به سال ۱۹۴۱ میلادی است.